# 칭의
칭의(稱義, 히브리어: צדקה (tsedeq), 고대 그리스어: δικαίωσις (dikaíōsis), 라틴어: justificatio, iustisia, 영어: justification, 독일어: Rechtfertigung)란 예수 그리스도의 완전한 의에 근거해서 죄인을 의롭다 선언하시는(made or declared to be righteous) 하나님의 법적 행위라고 정의할 수 있다. 다시 말하자면 ‘의롭게 됨’ 또는 ‘의롭다고 인정을 받음’을 뜻하며, 기독교 신학에서 속죄을 통해 죄의 용서와 내면적 쇄신과 동시에 죄인들이 의로워졌다고 선언받는 것이다. 칭의를 로마 카톨릭교회에서는 의화(義化, 의롭게 되다)라고 하는데 하나님에 의해 의로워진 행위, 과정, 상태이다.

## 성경의 용어들과 어원적 의미
구약성경에는 칭의(의화)대한 용어는 히츠디크(צדקה, zedaqah)로서 대부분의 경우 어떤 사람의 지위가 율법의 요구와 일치한다고 법적으로 선언하다라는 의미로 사용된다. 신약성경에서 나타나는 명사형의 칭의(δικαίωσις)는 동사 디카이오(δικαιόω)의 명사형인데, 누군가를 의롭다고 선언하다는 의미이다.
의(Righteousness, Justice)는 올바름, 표준에 대한 일치등으로 정의된다. 이 말은 성서적인 용법(用法)은,두 가지의 중요한 점에서 현금의 용법과는 다르다. 즉, 말의 의미의 범위와, 의가 그것에 의해 측량되는 규범에 한정된다. 근대의 용법에서는, 의는 윤리적인 성질에, 윤리적인 표준에의 일치에 한정되어 있다. 그리고 그 표준은 사회 또는 집단의 규범에 의존하며 상대적이다. 하지만, 성서적인 용법에서는 그 표준은, 시종 일관하여, 하나님의 의(義)이지, 사회의 규범은 아니다. 성서적 사고가 상대적인 것이 아니라, 그것이 하나님 중심적인 표준에 의해 지배되어 있는 까닭에, 우리들은 하나님의 의라는데서 시작할 경우에만, 의의 개념을 이해할 수가 있다. 하나님의 의란, 먼저 하나님의 성질인 것으로서, 하나님의 올바름이라든가 신성(神聖)하심의 일이다. 주위의 제국의 신들과는 대조적으로, 이스라엘의 하나님은, 자기 멋대로나 기분내키는 대로 하시지 않고 부당한 요구도 않으시며, 고집세게 행동치 않으시며 그 취급에 있어서 공평하시다. 하나님은 또 그 백성으로부터 올바른 행위를 요구하시고 그 율법에 의해 그들을 심판하실 것이다. 인간의 의는, 이같이 하여, 가장 세찬 규범에 의해 평가되고, 그 최고의 윤리적인 결정에 달한다. 둘째번으로, 하나님의 의는, 하나님의 행위이시고, 하나님께서 세계 중에 그 의를 확립하시는 방법이다. 예언자들은 하나님께서 그 백성을 변명하시고, 그들 위해 의를 수립하신다는 생각을 발전케 하고 있다. 이같이 하여 의의 윤리적 의미에, 구원적인 의미, 즉 하나님께서 그 백성 위해 성취하시는 해방, 혹은 구원이 더해진다. 셋째로, 하나님의 의는 하나님의 행위에서 결과, 즉 그 목적의 성취이다. 이 양상(樣相)은 이 말의 종말론적 성격을 강조하고, 이스라엘의 메시야적 희망 즉 [의가 존재하는] 세계에의 동경의 일부를 형성하고 있다.바울이 복음을 하나님의 의의 계시로서 볼 수 있었던 것은, 그 말의 동적(動的)인 성격에 의하는 것이다. 이스라엘의 메시야로서 예수 그리스도께서 오신 것은, 하나님께서 그 백성 위해 구원을 성취하시는 하나님의 의의 행위이다. 이것은, 윤리적 요구를 늦추는 것을 지시하지 않는다. 오히려 그리스도께서 오신 것은, 산상수훈이 보여주고 있는대로 윤리적 감각이 예리해짐을 의미한다. 그것은 하나의 길의 비젼이며 그 길에 의해서만 하나님의 의헤 대한 요구가 만족되는 것이다. 인간은 그 자기 중심성 때문에, 그에게 요구되어 있는 진실한 하나님 예배와 봉사를 성취할 수가 없다. 그는 다할 수 없는 요구에서의 죄책에 의해 고통받고 그 생명의 원천이신 하나님으로부터 소외되는 요구에서의 죄책에 의해 고통받고 그 생명으 원천이신 하나님으로부터 소외되어 있고, 자기 중심성을 스스로 깨쳐버릴 수 없는 때문에, 씩씩하게 사는 의자가 꺾이고 만다. 하나님의 의의 성취는, 다만 하나님께서 그것을 가능케 하기 위해 무엇인가를 해주시는 때만 가능하다. 이 일을 하나님은 예수 그리스도라는 인물에 있어서 의인(의로운자)이라고 교시 되는 것이다. 의는 이처럼 제1의적으로 하나님의 의이고, 하나님이 그 자신의 거룩하심에 적합하도록 인간에게 요구하는 일이며, 하나님께서 그리스도의 신앙을 통하여 주어지는 것이고, 이 행위의 결과, 즉, 이 의를 이웃 사람에의 사랑에 있어서 완성하시는 그리스도 안에 있는 생명이다(-Warren A. Quanbeck:Righteousness). 의로 역된 원어는 수종이나 되는데, 히브리어 명사에 있어서는 [체데크](남성형)와 [체다-카-](여성형)의 2어가 전형적이고, 남성형 117회, 여성형 155회 씌어져 있다. 이 밖에도 [공의]로 많이 역된 [미슈파-트]가 있는데, 이것은 [재판], [판결]등도 의미하는 넓은 의미의 말로서, [의]의 의미에 있어서 상기의 말과 거의 같은 뜻으로 씌어진다. 다만 [미슈파-트]가 경우에 따라서는 [체데크][체다-카-]보다 윤리적인 의미가 승한데 대해, 이것은 법적 의미가 우월하다. 그리스어 명사에 있어서는 [의]로 역된 원어가 [디카이오-마 dikaivwma](dikaioma)가 10회, [디카이오-시스 dikaivwsi"(dikaiosis)가 2회 씌어져 있다. 이것은 한마디로 구약에 있어서의 [의]의 개념의 연장으로 이해되는 것으로서 인간에 대한 하나님의, 또는 이에 기초한 인간과 인간의 관계를 표현한(예켄대 사랑과 같다) 관계개념이다. 이 말은 바울서신에 있어서, 극히 중요한 신학적 개념인데, 기타의 문서에 있어서는 비교적 나오는 수도 적고(34회), 당시의 유대교의 사상적 공유재산과 깊이 관계되어 있다.
칭의(Justify, Justification )는 본래 법률의 용어의 하나로 재판에서 무죄로 인정되는 일을 말한다. 즉 이 말은 법률적으로는 무죄판결을 내리는 일을 의미하고 있는데, 성서에 있어서는, 하나님과의 인격적 관계에 있어서, 죄없는 올바른 자, 의로운자로서의 자격이 주어지는 것을 말한다. 그리스도를 믿는 믿음(신앙)으로 말미암아 의롭다함을 얻는다는 것은, 바울의 복음신앙의 중심이고, 근본원리이다.구약 시대에는, 인간의 의는, 하나님의 의를 나타내는 율법을 준수하는데 있었다. 구약에기록된 이스라엘의 역사는 모두가 율법의 요구를 충족시킬 수 없었던 것을 보여주고 있다.인간은 율법의 요구에 바로 응답하지 못하고, 따라서 율법에 의해서는 구원얻지 못할 뿐더러, 죄의 자각(自覺)이 생길 뿐이다(롬 3:20). 이에 하나님은, 인간을 의롭다 하는 새로운 방법을 취하셨다. 그것은, 은혜로 말미암아, 예수 그리스도의 십자가에 의한 것으로서, 그리스도를 죄 위한 대속제물로 삼으신 것이다. 인간은 다만 이 그리스도를 믿는 신앙에 의해 의롭다 함을 얻는 것이다. 이 구원의 역사(役事)에 의해, 하나님은 그 자신의 의를 관철하시고, 인간도 믿음에 의해 의롭다 함을 얻게 되었다(롬 3:21-26). 신자의 새 생활은, 모두 이 의롭다함을 얻는 은혜에 달려 있는 것이다(롬 5:1-).→의(義). 원어는 구약에서는 동사[차-다크 qd'x:(tsadaq)]의 사역태(hiph 형)의 번역으로서 [의롭다 한다]가 씌어지고, 특히 하나님의 품성에 대해(사 50:8,vindicate), 또는 야웨의 종의 구원의 역사에 대해 인용되어 있다(사 53:11,to be accounted righteous). 신약에서는 [디카이오- dikaiovw (dikaioo) 의롭다함]이 수동태(dikaiou'sqai)로 씌어져, [의롭다 함을 얻는다](is justified)로 역되어 있다. 주로 그리스도에 의한 죄사함과 구원을 나타내고(롬 3:28,5:1,9,갈 1:16기타), 특히 수동형으로 나타내고 있는 것은, 구원이 하나님으로부터의 절대적 은혜에 의함인 것을 보여주고 있다.

## 칭의의 역사적 이해
종교 개혁이전과 종교 개혁이후에 이 용어의 의미는 변화를 해왔다.

### 종교 개혁이전
초대교회과 중세 스콜라주의의 개념이 포함된다. 로마 가톨릭의 칭의는 일시적인 면보다 과정에 치우친다. 즉, 유아세례를 받게 될 때 칭의가 시작되고, 하느님의 은혜가 주입되어(의로움의 주입) 그들의 삶의 습관과 행위에 변화가 생기며, 마지막의 칭의는 전적으로 수혜자의 행위에 의존된다. 즉, 칭의와 성화가 복합적으로 혼합된 형태로 남게 되어, 행함으로 의롭게 된다는 결론을 갖게 된다. 하지만, 신자의 행위는 결코 완전한 의를 갖지 못하고, 연옥이라는 곳에 가서 심판을 받게 되는 구원의 확신이 결여된 상태를 유지한다.

### 종교 개혁이후
종교 개혁가 마르틴 루터이후 칭의론은 중요한 원리였다. 믿음으로 의롭다함을 얻는 이신칭의를 처음으로 주장하였다.
루터의 사상과 일치한 장 칼뱅은 칭의의 개념을 그리스도와 연합으로 본다. 그의 구원론의 핵심이 바로 그리스도와 연합이다. 종교개혁가 장 칼뱅은 그의 기독교 강요에서 다음과 같이 설명한다. 사람의 행위의 의로부터 제외되어 믿음으로 그리스도의 의를 붙잡을 때 믿음으로 의롭게 되어, 의로 옷 입고 하나님 보시기에 죄인 아니라 의인으로로 나타난다. 이것이 칭의다. 하나님께서  우리가 의로운 것처럼 그분의 총애 속으로 받아 주신다. 따라서 우리는 이 칭의가 죄의 용서와 그리스도의 의로움의 전가로 구성되어 있다고 말한다.

### 청교도
존 오언은 칭의의 라틴어인 justificatio와 justifico의 의미가 '사람 안에 내재적으로 의롭게 만드는' 것이기 때문에 로마 가톨릭교회에서 칭의와 성화 (기독교)를 혼동하였다고 주장하였다.  즉, 헬라어인 '디카이오수네'를 해석하여 '법정적인'(forensic)의미로, 보다 객관적인 법정에서의 선언적 의미로 재해석하였다. 또한 의의 전가의 의미도 강조하여, '자다크'라는 의로움의 히브리어가 의롭다고 선언하다는 의미임을 주장하였다.

### 새 관점 논의
칭의에 대한 바울의 새 관점이 영국의 E. P. 샌더스, 톰 라이트, 제임스 던과 같은 학자들에 의해서 새롭게 해석되어 논쟁으로 부각되고 있다. 새 관점(New Perspective)을 주장하는 사람들은 1세기 유대주의에 근거하여 바울의 서신을 해석한다. 종교 개혁가 루터와 칼뱅에 의해 주장된 이신칭의론(믿음으로 구원을 받음)을 비판하고 칭의를 미래의 완성적 종말에 강조를 한다. 구원에 있어서도 칭의의 행위적-종말론적 요소를 새롭게 주장함으로써 전통적인 개신교의 법정적 칭의라는 핵심적인 주장을 새로운 관점으로 해석함으로써 큰 논쟁이 제기되고 있다.

## 교리적 차이의 일치를 위하여
1999년에는 로마 가톨릭교회, 루터교회, 성공회, 감리교회, 개혁 교회가 "칭의 교리 공동선언문"을 발표하여 각 교단마다 강조점을 어디에 두느냐에 따라 교리 차이가 발생했을 뿐 큰 틀에서는 동일하다는 선언을 발표하였다.
의롭다 되는 방법에 대한 교리적 해석 차이는 로마 가톨릭교회, 동방 정교회, 오리엔트 정교회로부터 개신교를 구별되게 하는 것이었다. 개신교에서는 행위없이 의롭다함을 얻는다는 이신칭의 교리가 마르틴 루터에 의해 정립되었다.
가톨릭과 정교회는 '의화'라는 용어를 주로 사용하는데, 세례에서 시작되어 성찬을 하며 결과적으로는 야훼의 뜻과 의지에 조응하게 되는 것으로 보았다. 이 셋은 유기적으로 조화되는데, 화해는 궁극적으로 완전해지는 영화로 이어진다고 본다. 또한 '의로움의 주입' 역시 가톨릭의 특징적인 칭의 교리인데, 즉 야훼가 은혜를 사람의 영혼에 부어 넣으며 시간이 지남에 따라 더욱더 그의 은혜로 영혼을 채우는 것이다. 특히 자선과 선행을 통해 보여지는 믿음이 죄인들을 의롭게 한다고 본다.
개신교에서는 전적 타락한 인간이 예수의 십자가형과 예수의 부활을 믿는 믿음과 은혜 안에서 의의 전가가 이루어진다고 본다. 오직 믿음으로 의롭다함을 받는다고 보아 선행은 이들에게 칭의를 유지하거나, 칭의를 받기 위한 필요 조건이 되지 않는다. 개인의 거룩함의 성장은 의롭게 됨과는 구별되며, 오히려 성화에 속하는 것으로 간주한다.

## 교파별 해석
칭의론(의화론, 義化論)에 있어서 로마 가톨릭교회, 동방 정교회, 개신교 각 교파마다 현저한 차이가 있다. 루터교와 칼뱅교에서는 선행 없이 오직 믿음에 의해서만 사람이 칭의된다고 보는 반면에 상대적으로 로마 가톨릭교회와 동방 정교회에서는 세례를 통해 현세에서 하나님의 뜻에 맞게 산 후에야(성화) 구원이 완성된다고 본다. 신학 용어로는 가톨릭적 의화를 실효적 의화(justificatio effectiva)라 하고, 개신적 칭의를 법정적 칭의(justificatio forensis)라고 한다.

### 개신교
칭의는 프로테스탄트 기독교 교리의 근본적인 개념이다(ein Grundbegriff der protestantischen Lehre).칭의는 마르틴 루터가 종교개혁을 일으키게 된 핵심적인 신학 주제이며 믿음으로 의롭함을 입는 수동태형으로 이신칭의라고 부른다. 기독교 신학에서 칭의란(Justification in Christian theology), 하나님이 죄인의 상태의 인간을 의인의 상태로 옮기는 행위이며, 죄의 상태에서 의의 상태로 옮겨진 인간의 조건이 변화된 것이며, 특별히 프로테스탄트 경우에는 회개한 죄인에게 의인의 상태로 하나님이 무죄를 선언하는 행위(the act of acquittal)이다. 루터는 로마서 1장에 나오는 하나님의 의 개념에서 칭의가 율법의 행위와 공로가 아니라 하나님의 은혜의 선물이라는 것을 어거스틴을 통하여 확신하게 되었다(Aber ich wil bej S. Augustino bleiben, sonderlich aber bej dem herrn Christo, der do hatt das wortt der warheit).

### 칭의교리 공동선언
로마 가톨릭교회와 루터교는 1986년에 루터교-로마 가톨릭 합동위원회 소위원회를 구성하고, 몇 차례의 모임 끝에 1993년에 칭의(의화) 교리에 관한 문헌의 초안을 준비하기 시작했다. 이후 1994년에 합동선언문 초안을 작성, 1997년에 합동선언문은 완성했으나 내부 합의 등 여러 가지 문제로 공식 발표가 연기됐다. 그러던 중 마침내 1999년 10월 31일 독일 아우크스부르그에서 당시 교황청 그리스도인일치촉진위원회 카시디 추기경과 루터교 세계 연맹의 크라우저 회장이 의화 교리에 관한 합동 선언문에 서명했다. 그리고 2006년 7월 23일 세계감리교협의회가 여기에 동참하여 세 교파가 〈가톨릭 교회와 루터교 세계 연맹과 세계감리교협의회의 의화 교리에 관한 공동 선언문〉(Jointed Declaration on the Doctrine of Justification·이하 의화 교리에 관한 공동 선언)에 서명하였다.

## 평가
칭의는 종교개혁의 근본적인 차이를 구별하는 중요한 신학적 주제이다. 마르틴 루터는 칭의란 그리스도 안에서 오직 믿음으로 은총에 의한 칭의로 정의하였다. 칭의를 인간이 내면적으로 변화를 줄수 있다고 주장한 점에 대한 성경적 주장을 로마서 강해를 통하여 증명하였다.

## 같이 보기
- 속죄
- 구원 (기독교)
- 구원론
- 영원 칭의론
- 의화 (천주교)

## 참고 문헌

### 영어문헌
- Phillip Edgecumbe Hughes (1982). Faith and Works: Cranmer and Hooker on Justification. Morehouse-Barlow Co.
- Robert D. Preus (1997). Justification and Rome. Concordia Academic Press.
- Thomas P. Scheck (Author), Joseph T. Lienhard S.J. (Foreword), Origen and the History of Justification: The Legacy of Origen's Commentary on Romans, 2008,  University of Notre Dame Press.
- Hans Küng, Justification: The Doctrine of Karl Barth and a Catholic Reflection
- Tom Wright, Justification: God's Plan and Paul's Vision

### 독일어
- Wenzel Lohff, Christian Walter: Rechtfertigung im neuzeitlichen Lebenszusammenhang. Studien zur Interpretation der Rechtfertigungslehre. Gütersloher Verlagshaus Gerd Mohn, Gütersloh 1974.
- Wilfried Härle, Eilert Herms: Rechtfertigung. Das Wirklichkeitsverständnis des christlichen Glaubens. Göttingen 1980 (UTB 1016).
- Johannes Brosseder: Reformatorischer Rechtfertigungsglaube und seine Kraft im ökumenischen Gespräch der Gegenwart. Ausgewählte Beiträge zur ökumenischen Theologie aus drei Jahrzehnten Christine Funk e. a. (Hg.), Frankfurt am Main 1999, ISBN 978-3-87476-347-9. (35 Beiträge)
- Horst Georg Pöhlmann: Abriß der Dogmatik. Ein Kompendium. Gütersloh, 6. Aufl 2002, Kapitel X, ISBN 3-579-00051-9.
- Hans-Martin Barth: Dogmatik. Evangelischer Glaube im Kontext der Weltreligionen. Ein Lehrbuch. Gütersloh 2. Aufl. 2002, S. 528–550;562-577, ISBN 3-579-05325-6.
- Friedrich Hauschildt, Udo Hahn (Hrsg.): Rechtfertigung heute. Warum die zentrale Einsicht Martin Luthers zeitlos aktuell ist. Lutherisches Kirchenamt (VELKD), Hannover 2008, ISBN 978-3-9812446-0-1.
- Markus Witte (Hrsg.): Gerechtigkeit, Themen der Theologie 6, UTB 3662, Mohr Siebeck, Tübingen 2012, ISBN 978-3-8252-3662-5.

## 국내 문헌
- 앨리스터 맥그래스, 하나님의 칭의론
- 김용주, 칭의, 루터에게 묻다
- 존 파이퍼, 칭의 논쟁
- 앨리스터 맥그래스, 알리스터 맥그래스의 이신칭의
- 박영돈, 톰 라이트 칭의론 다시 읽기
- 마이클 호턴, 칭의논쟁
- 박재은, 칭의, 균형 있게 이해하기